# Ventaquemada
Ventaquemada è un comune della Colombia facente parte del dipartimento di Boyacá.
Il centro abitato venne fondato da Manuel Antonio Florez nel 1777.